# Bogdása megállóhely
Bogdása megállóhely egy Baranya vármegyei vasúti megállóhely, amit a MÁV üzemeltet. Jelenleg csak teherforgalmat bonyolít le.

## Vasútvonalak
A megállóhelyet az alábbi vasútvonalak érintik:
- Középrigóc–Villány-vasútvonal

## Kapcsolódó állomások
A vasúti megállóhelyhez az alábbi állomások vannak a legközelebb:
- Drávafok megállóhely (Középrigóc–Villány-vasútvonal)
- Sellye vasútállomás (Középrigóc–Villány-vasútvonal)

## Forgalom
A megállóhelyen és a rajta áthaladó 62-es vasútvonal egy részén 2006. május 8. óta szünetel.

## Megközelítése
A megállóhely Bogdása délnyugati részén, külterületen helyezkedik el, közúti megközelítését egy, a falun áthaladó 5804-es útból kiágazó önkormányzati út, a helyi Vasút utca teszi lehetővé.